# Мартемьяново (Костромская область)
Мартемьяново — деревня в Расловском сельском поселении Судиславского района Костромской области России.

## География
Деревня расположена на берегу реки Покша.

## История
Согласно Спискам населенных мест Российской империи в 1872 году деревня относилась к 2 стану Костромского уезда Костромской губернии. В ней числилось 16 дворов, проживало 35 мужчин и 40 женщин.
Согласно переписи населения 1897 года в деревне проживало 73 человека (31 мужчина и 42 женщины).
Согласно Списку населенных мест Костромской губернии в 1907 году деревня относилась к Шишкинской волости Костромского уезда Костромской губернии. По сведениям волостного правления за 1907 год в ней числилось 16 крестьянских дворов и 73 жителя. Помимо земледелия, жители нанимались в основном в пильщики и фабричные рабочие.
До муниципальной реформы 2010 года деревня входила в состав Долматовского сельского поселения Судиславского района.

## Население
| 2008 | 2010 | 2014 |
| ---- | ---- | ---- |
| 0    | →0   | →0   |